# Film+
Film+ je česká televizní stanice lucemburské skupiny RTL Group, která provozuje několik tematických stanic v regionu střední a východní Evropy. Je zaměřena na filmy a vysílá 24 hodin denně. Původně šlo o „béčkový“ program s levnými filmy z archivu,[kdy?] ale provozovatel výrazně zatraktivnil program i vizuální stránku vysílání a zařadil i některé divácky atraktivnější tituly. Kanál je dostupný u většiny kabelových společností a satelitních platforem. Vysílá na Slovensku, v Česku, Srbsku, Rumunsku, Chorvatsku a Maďarsku.